# Yunus Musah
Yunus Musah, né le 29 novembre 2002 à New York aux États-Unis, est un joueur international américain de football qui évolue au poste de milieu de terrain à l'AC Milan.

## Biographie

### Jeunesse et formation
Né le 29 novembre 2002 à New York, dans l'État de New York, aux États-Unis, de parents ghanéens pendant que sa mère était en vacances, Yunus Dimoara Musah déménage avec sa famille à Castelfranco Veneto, en Italie, et commence le football dans le club local de Giorgione Calcio. En 2012, la famille déménage une nouvelle fois, cette fois-ci à Londres, il intègre l'académie d'Arsenal puis rejoint le Valence CF en 2019.

### Parcours en club

#### Valence CF
Yunus Musah intègre dans un premier temps l'équipe réserve qui évolue en Segunda División B. Il fait ses débuts seniors le 17 septembre 2019, titularisé par Chema Sanz contre La Nucía lors de la quatrième journée de championnat.
Le 1er mars 2020, Yunus Musah inscrit son premier but en ouvrant le score sur la pelouse du Gimnàstic Tarragone (défaite 2-1). Au mois de mars 2020, la saison est subitement interrompue en raison de la pandémie de Covid-19 et ne reprend pas. Yunus Musah dispute un total de 17 matchs pour une réalisation.
Avec l'arrivée de Javi Gracia au poste d'entraîneur, Yunus Musah est promu en équipe première, il intègre le groupe en préparation d'avant-saison. Il joue son premier match en professionnel le 13 septembre 2020, lors de la première journée de la saison 2020-2021 de Liga face au Levante UD. Il est titularisé au poste d'ailier droit lors de ce match remporté par son équipe sur le score de quatre buts à deux.
Le 1er novembre 2020, Yunus Musah inscrit son premier but en professionnel lors d'un match de championnat face au Getafe CF. Titulaire ce jour-là au poste d'ailier droit, il ouvre le score mais les deux équipes font match nul (2-2). Avec cette réalisation il devient ainsi le plus jeune joueur étranger à marquer un but pour le Valence CF, à 17 ans et 338 jours, dépassant le précédent record détenu par Lee Kang-in.

#### AC Milan
Le 4 août 2023, Yunus Musah rejoint l'AC Milan en paraphant un contrat de cinq ans jusqu'en 2028,.
Musah joue son premier match sous les couleurs milanaises le 26 août 2023, lors d'une rencontre de Serie A face au Torino FC. Il entre en jeu à la place de Ruben Loftus-Cheek et son équipe s'impose par quatre buts à un.

### Parcours en sélection
Yunus Musah est sélectionnable avec les États-Unis, l'Angleterre, l'Italie et le Ghana au niveau international,,. En sélection de jeunes, il commence à jouer avec l'Angleterre.
Le 2 novembre 2020, Yunus Musah est appelé en sélection américaine pour la première fois par le sélectionneur Gregg Berhalter pour participer à un rassemblement d'une semaine avec deux matchs amicaux au programme. Un premier face au pays de Galles et un second face au Panama,. Le 12 novembre 2020, il honore sa première sélection en tant que titulaire contre le pays de Galles lors d'un match amical. Le match se solde par match nul et vierge (0-0),.
Le 15 mars 2021, il annonce officiellement son choix de représenter les États-Unis.
Le 9 novembre 2022, Yunus Musah est sélectionné par Gregg Berhalter pour participer à la Coupe du monde 2022 au Qatar.

## Statistiques

### Statistiques détaillées
| Saison                | Club                  | Championnat           | Championnat | Championnat | Championnat | Coupe(s) nationale(s) | Coupe(s) nationale(s) | Coupe(s) nationale(s) | Supercoupe | Supercoupe | Supercoupe | Compétition(s) continentale(s) | Compétition(s) continentale(s) | Compétition(s) continentale(s) | Compétition(s) continentale(s) | États-Unis | États-Unis | États-Unis | Total | Total | Total |
| Saison                | Club                  | Division              | M.          | B.          | P.d.        | M.                    | B.                    | P.d.                  | M.         | B.         | P.d.       | Comp.                          | M.                             | B.                             | P.d.                           | M.         | B.         | P.d.       | M.    | B.    | P.d.  |
| 2019-2020             | Valence Mestalla      | Segunda División B    | 17          | 1           | 0           | -                     | -                     | -                     | -          | -          | -          | -                              | -                              | -                              | -                              | -          | -          | -          | 17    | 1     | 0     |
| 2020-2021             | Valence CF            | LaLiga                | 32          | 1           | 0           | 3                     | 1                     | 0                     | -          | -          | -          | -                              | -                              | -                              | -                              | 7          | 0          | 1          | 42    | 2     | 1     |
| 2021-2022             | Valence CF            | LaLiga                | 29          | 1           | 0           | 7                     | 2                     | 1                     | -          | -          | -          | -                              | -                              | -                              | -                              | 13         | 0          | 0          | 49    | 3     | 1     |
| 2022-2023             | Valence CF            | LaLiga                | 33          | 0           | 2           | 3                     | 0                     | 0                     | -          | -          | -          | -                              | -                              | -                              | -                              | 9          | 0          | 0          | 45    | 0     | 2     |
| Sous-total            | Sous-total            | Sous-total            | 94          | 2           | 2           | 13                    | 3                     | 1                     | -          | -          | -          | -                              | -                              | -                              | -                              | 29         | 0          | 1          | 136   | 5     | 4     |
| 2023-2024             | AC Milan              | Serie A               | 29          | 0           | 2           | 1                     | 0                     | 0                     | -          | -          | -          | C1+C3                          | 5+4                            | 0+0                            | 0+0                            | 10         | 0          | 0          | 49    | 0     | 2     |
| 2024-2025             | AC Milan              | Serie A               | 28          | 0           | 2           | 2                     | 0                     | 0                     | 2          | 0          | 0          | C1                             | 7                              | 0                              | 0                              | 7          | 1          | 0          | 46    | 1     | 2     |
| 2025-2026             | AC Milan              | Serie A               | 0           | 0           | 0           | 1                     | 0                     | 0                     | 0          | 0          | 0          | -                              | -                              | -                              | -                              | 0          | 0          | 0          | 1     | 0     | 0     |
| Sous-total            | Sous-total            | Sous-total            | 57          | 0           | 4           | 4                     | 0                     | 0                     | 2          | 0          | 0          | -                              | 16                             | 0                              | 0                              | 17         | 1          | 0          | 96    | 1     | 4     |
| Total sur la carrière | Total sur la carrière | Total sur la carrière | 168         | 3           | 6           | 17                    | 3                     | 1                     | 2          | 0          | 0          | -                              | 16                             | 0                              | 0                              | 46         | 1          | 1          | 249   | 7     | 8     |

## Palmarès

### Milan AC
- Vainqueur de la Supercoupe d'Italie en 2024

### En sélection
États-Unis
- Vainqueur de la Ligue des nations en 2023.